# Wanlefsrode
Koordinaten: 51° 53′ 35″ N, 10° 37′ 6,6″ O
Wanlefsrode (auch: Wanleffesrode) ist eine auf dem Gebiet des heutigen Nationalparks Harz bei Bad Harzburg liegende Klosterwüstung.

## Geschichte

### Etymologie
Die Endung -rode deutet auf eine für diese Region typische Rodungssiedlung, während sich der Erststamm auf den Namen des Ortsgründers, ein Mönch Wanlef bezieht.

### Frühgeschichte
Zu Beginn des 11. Jahrhunderts n. Chr. soll besagter Mönch dort gelebt und diese Siedlung gegründet haben, die Ersterwähnung des Ortes fand rund ein Jahrhundert später 1110 in einer Urkunde statt. Angelegt wurde der Ort als eine Außenpropstei des Klosters Ilsenburg. Heinrich II. stiftete in Wanlefsrode eine Kirche, die dem heiligen Stephanus gewidmet war. Um das Jahr 1340 fiel das Dorf wüst.

### Neuzeit
Heute sind von der einstigen Wallsiedlung nur noch marginale Reste vorhanden, die jedoch mit geübtem Auge erkennbar sind. Ab 2008 begannen Studierende des Institutes für Kartographie und Geoinformatik der Leibniz Universität Hannover mit der Erkundung des Geländes.

## Geografie
Die Reste von Wanlefsrode befinden sich in einer abgelegenen Lichtung, die heute als Zellholz bekannt ist und wenige hundert Meter südlich der Landesstraße L 501 im Schimmerwald gelegen ist. Ein Wanderweg sowie mehrere kleine Bäche führen durch das Areal.